# Christian Sprenger (Komponist)
Christian Sprenger (* 1976 in Marburg) ist ein deutscher Komponist, Posaunist und Verleger im Bereich Blasmusik.

## Leben
Seine ersten musikalischen Erfahrungen sammelte er im Alter von 9 Jahren im Posaunenchor seines Vaters. Ab 1993 erhielt er Unterricht am Dr. Hoch’s Konservatorium in Frankfurt am Main. Wenige Monate später wechselte er als Jungstudent an die Hochschule für Musik und Darstellende Kunst Frankfurt am Main zu Reinhard Nietert. In diese Zeit fielen auch die erfolgreichen Teilnahmen an diversen Jugendmusikwettbewerben, u. a. ging er als Bundessieger bei Jugend musiziert in Fürth 1995 hervor. Sprenger begann 1997 sein Musikstudium an der Hochschule für Musik Freiburg bei Branimir Slokar. Zudem veranstaltete er vermehrt Konzerte mit eigenen Kompositionen und Arrangements für Blechbläser.
Inmitten des Studiums bei Slokar erspielte sich Christian Sprenger im Mai 2000 die Stelle des Soloposaunisten am Rundfunk-Sinfonieorchester Berlin. Es folgten Lehraufträge als Dozent für Posaune und Blechbläser-Kammermusik an der Otto-von-Guericke-Universität Magdeburg. Im Jahr 2003 gründete er das Blechbläserensemble genesis brass, für das er sowohl als künstlerischer Leiter als auch als Arrangeur und Komponist tätig ist. 2007 veröffentlichte er zusammen mit genesis brass die CD Hymnus – Lutheran Choralfantasies. Inzwischen betätigt sich Christian Sprenger vermehrt auch als Arrangeur und Komponist im Bereich der Posaunenchormusik.
Im Dezember 2009 erfolgte der Ruf als Professor für Posaune an die Hochschule für Musik Franz Liszt Weimar.

### Privates
Christian Sprenger ist verheiratet, hat drei Kinder und ist der Bruder von Anne Weckeßer, die ebenfalls Stücke für Posaunenchöre komponiert.

## Werke (Auszug)

### Alben
- Niemals war die Nacht so klar
- Niemals war die Nacht so klar II
- Rendezvous for brass
- Choralfantasien
- Choralfantasien II
- Lutheran Symphonix
- Jericho
- Hymnus
- Salvation[4]
- Rise and shine![5]